# Schärengarten von Blekinge

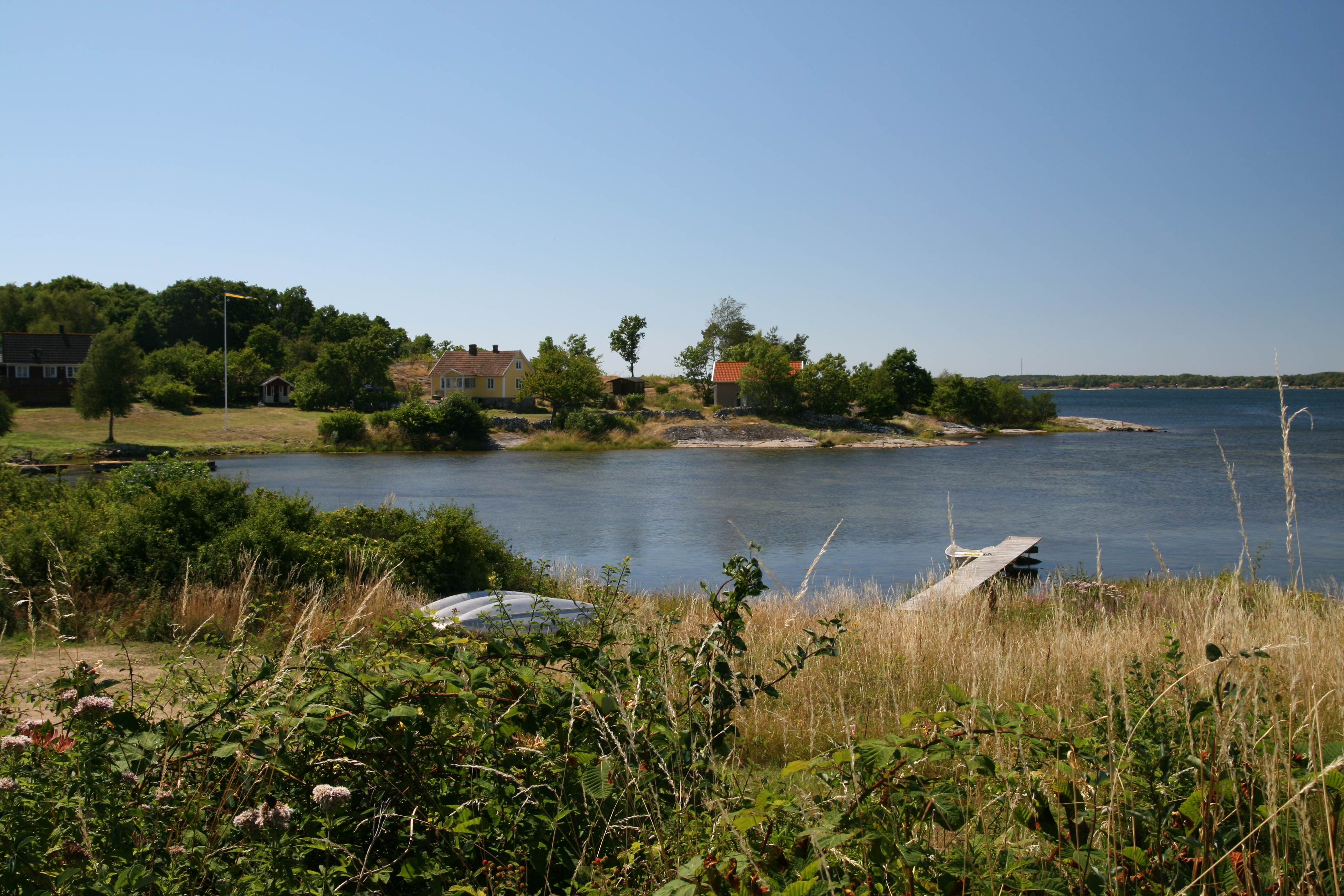
Die Insel Äspö

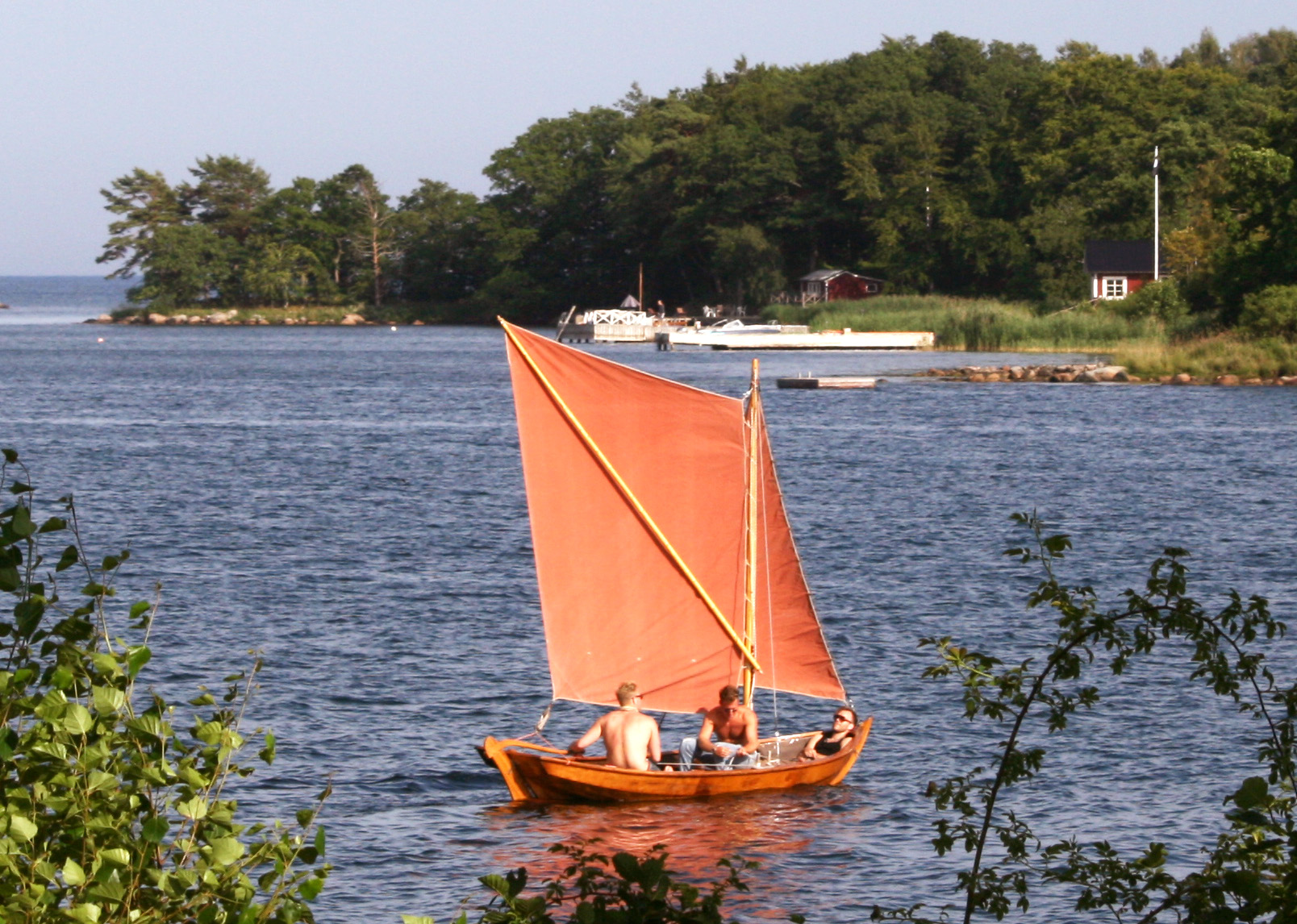
Eine Blekinge Eka im Schärengarten vor Blekinge; die Blekinge Eka ist ein traditioneller Schiffstyp von Blekinge und Bornholm.

Der Schärengarten von Blekinge (auch Blekinge Archipel, schwedisch: Blekinge skärgård; dänisch: Blekinge skærgård) ist ein Schärengarten im Süden von Blekinge in Schweden.

## Geografie
Der Schärengarten von Blekinge erstreckt sich östlich von Listerland an der Südküste Blekinges und umfasst knapp eintausend Inseln, von denen etwa 800 länger als 50 Meter sind. Der Schärengarten umfasst etwa eine Fläche von 210.000 ha, die reine Landmasse beläuft sich auf etwa 54.000 ha. Ein Teil der Inseln ist mit Brückenverbindungen an das Festland angebunden. Dem Festland weit vorgelagert ist die Inselgruppe Utklippan. Größere Inseln sind Aspö, Hasslö, Tärnö, Sturkö und Utlängan. Auf den Inseln leben etwa 4.000 Menschen.
Inmitten des Schärengartens wurde nach der Eroberung des zuvor zu Dänemark gehörenden Blekinges 1679 die Stadt Karlskrona als Flottenstützpunkt von König Karl XI. errichtet. Die Stadt entstand auf 33 Schäreninseln.

## Geschichte
Im Schärengebiet gibt es mehrere archäologische Fundplätze, es war entsprechend schon früh besiedelt. Bis 1658 war das Gebiet ein Teil Dänemarks und war noch lange Zeit zwischen beiden Ländern umstritten. Im Oktober 1981 kam es in den Schären unweit Karlskronas zu einer Strandung eines sowjetischen U-Boots. In Folge kam es zu weiteren U-Boot-Vorfällen. Der Schärengarten wurde 2011 von der UNESCO als Biosphärenreservat anerkannt.